# Glabridorsum acroclitae
Glabridorsum acroclitae är en stekelart som beskrevs av Kusigemati 1982. Glabridorsum acroclitae ingår i släktet Glabridorsum och familjen brokparasitsteklar. Inga underarter finns listade i Catalogue of Life.